# Mickey Rourke
Mickey Rourke [ˈmɪki ɹʊəɹk], né le 16 septembre 1952 à Schenectady (État de New York),, est un acteur, scénariste et boxeur américain.
Élève à l'Actors Studio, il fait ses débuts au cinéma en 1978. Après un second rôle remarqué dans Rusty James, en 1983, Michael Cimino lui confie son premier rôle principal dans L'Année du dragon (1985). Rourke s'illustre alors dans l'interprétation de personnages profonds et torturés pour des réalisateurs prestigieux, comme Barbet Schroeder avec Barfly et Alan Parker avec Angel Heart en 1987. Régulièrement comparé à Marlon Brando et à James Dean pour son charisme et sa sensibilité à fleur de peau, l'image de sex-symbol qu'il acquiert avec 9 semaines 1/2 (1986) contribue à faire de lui une icône du cinéma américain des années 1980.
Il connaît par la suite une longue période d'égarement d'une quinzaine d'années, pendant lesquelles il s'éloigne des projets cinématographiques les plus ambitieux, en rejetant des propositions de rôle importantes. De 1991 à 1995, il entreprend en vain une carrière de boxeur professionnel, dont les dommages physiques subis entraînent son recours à plusieurs opérations de chirurgie réparatrice et esthétique.
Après un retour au cinéma avec des seconds rôles dans L'Idéaliste, Animal Factory ou encore Man on Fire entre 1997 et 2004, il renoue avec le succès en 2005 avec Sin City. Son retour au premier plan se confirme en 2009 avec l'obtention d'un Golden Globe, d'un BAFTA Award et d'une nomination aux Oscars pour son rôle de catcheur vieillissant et passionné dans The Wrestler.

## Biographie

### Enfance et adolescence

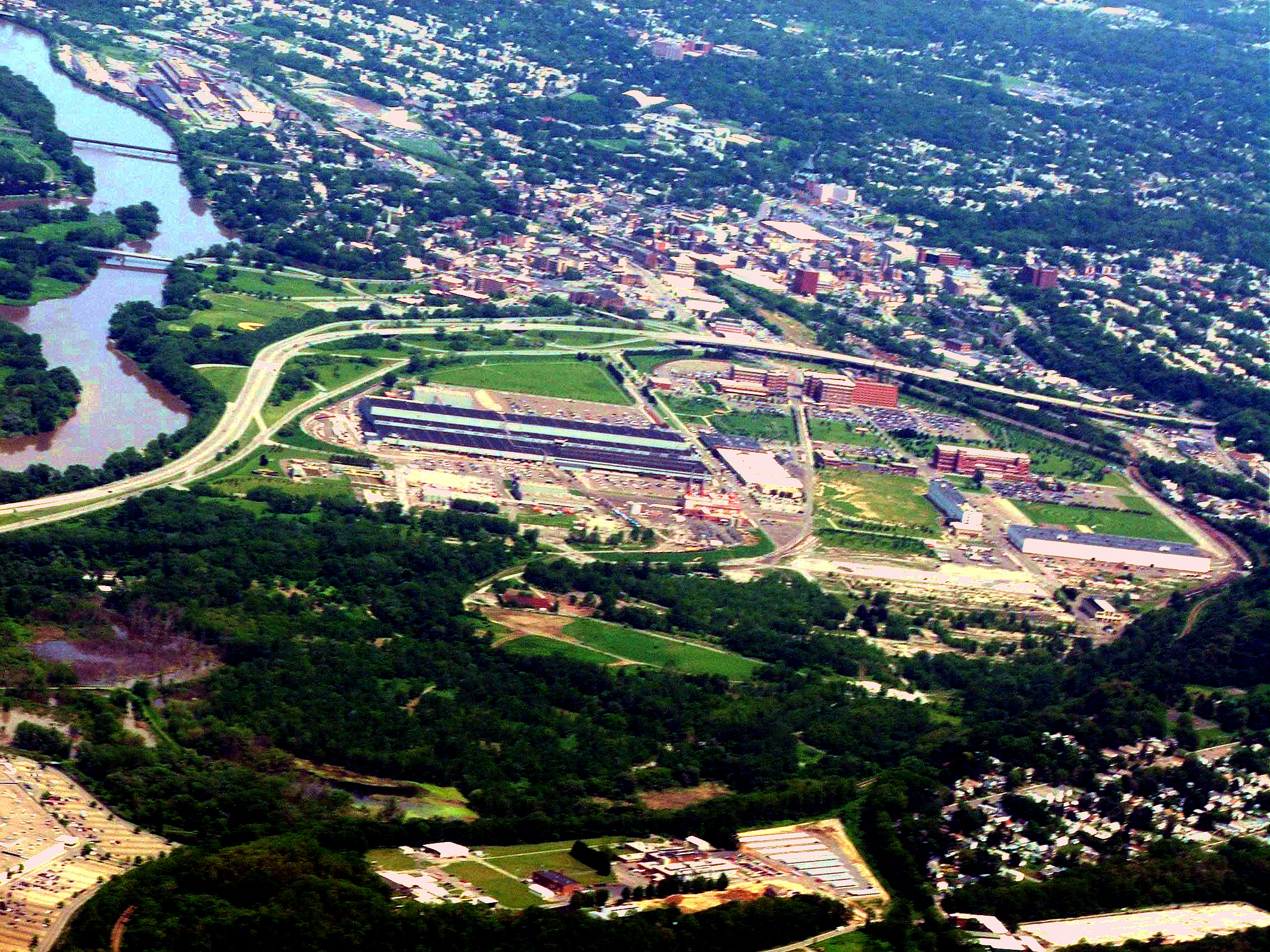
Schenectady, ville de naissance de Mickey Rourke.

Philip Andre Rourke Jr. naît à Schenectady en 1952 dans une famille catholique d'origine française par sa mère, Annette, et irlandaise par son père, Philip Andre Rourke Senior. Le surnom Mickey lui aurait été donné dans son enfance par ses parents, qui trouvaient qu'il ressemblait à une souris. Il a un frère et une sœur aînée.
Rourke a six ans lorsque son père quitte le foyer. Sa mère rencontre Eugene Addis, un policier de Floride, le couple s'installe un an plus tard à Miami pour recomposer une famille de huit enfants.
Dans ses entretiens, Mickey Rourke s'exprime régulièrement sur sa jeunesse, qu'il dit avoir passé dans les ghettos de Miami. Il déclare avoir été maltraité par son beau-père, sans jamais entrer dans les détails. Addis conteste ses propos en confiant à un journaliste du New York Times en 2008 que Rourke « n'a jamais dit la vérité dans sa vie ». Ses sœurs réagissent et défendent leur frère, remettant en cause les pratiques du journaliste qui n'a jamais essayé de les contacter.
Dans le cadre d'un projet scolaire, Il joue sa première de théâtre à la Miami Beach Senior High School, qu'il intègre en 1969 et dont il sort diplômé en 1971. Néanmoins, Mickey Rourke est davantage attiré par le baseball et la boxe, sport qu'il commence dès ses 12 ans et qu'il pratiquera durant toute son adolescence. Il termine son parcours scolaire à la Horace Mann Senior High School.

### Formation et débuts au cinéma
En 1971, Mickey Rourke revient à New York à 19 ans où il devient tour à tour videur de boîte de nuit, gardien de parking et vendeur ambulant, tout en suivant les cours d'art dramatique du Lee Strasberg Theatre Institute. Rourke dit de lui-même qu'il a été un élève timide et réservé, mais à l'aise dans l'improvisation. Sa professeure Sandra Seacat le convainc de partir pour Los Angeles, de crainte qu'il ne reste un éternel étudiant.
Après quelques petits rôles à la télévision, il fait ses débuts au cinéma en 1979 en apparaissant dans 1941 de Steven Spielberg, et dans La Porte du paradis (Heaven's Gate, 1980), l'un des plus gros échecs commerciaux de l'histoire du cinéma où il rencontre le jeune Christopher Walken et Michael Cimino. Dans La Fièvre au corps (Body Heat, 1981) de Lawrence Kasdan, il se fait remarquer pour son rôle de Teddy Lewis, un ami de Ned Racine (William Hurt) aux allures de rebelle. Il est ensuite l'un des jeunes copains de la bande de Steve Guttenberg et Kevin Bacon dans le succès critique Diner (Diner, 1982) de Barry Levinson, à la suite duquel il remporte le NSFC Award du meilleur acteur dans un rôle secondaire.
Il est contacté pour interpréter Jack Cates, l'un des deux personnages principaux du buddy movie 48 Heures (48 Hrs., 1982) de Walter Hill, mais il refuse le rôle, récupéré par Nick Nolte.

### Naissance d'une vedette

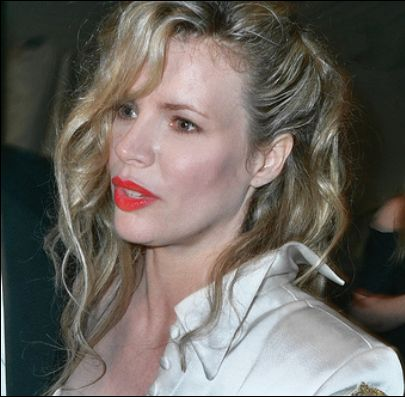
Kim Basinger est la partenaire de Mickey Rourke dans 9 semaines 1/2.

Mickey Rourke se distingue une nouvelle fois dans Rusty James (Rumble Fish, 1983) de Francis Ford Coppola dans le rôle secondaire du grand frère sensible et protecteur de Matt Dillon. Il convoite ensuite l'argent de Gene Hackman dans Eureka (Eureka, 1983), puis il obtient son premier rôle principal dans le Pape de Greenwich Village (The Pope of Greenwich Village, 1984), en partageant la tête d'affiche avec Eric Roberts. La genèse du film est chaotique, initialement conçu pour associer Robert De Niro et Al Pacino dans le rôle des deux cousins sous la direction de Michael Cimino. Finalement confié à Stuart Rosenberg, le film reçoit un bon accueil critique mais passe relativement inaperçu à sa sortie auprès du public.

« C'est le film que j'ai eu le plus de plaisir à tourner, l'un des meilleurs moments de ma vie. Je vivais à New-York et j'ai vraiment aimé jouer en même temps. C'est drôle, car c'est aussi à ce moment-là que j'ai dérapé. Le studio a changé de propriétaire, ils n'ont pas promu le film qui est alors tombé aux chiottes. C'est à partir de là que j'ai commencé à dérailler, parce que j'avais beaucoup de considération pour le film. »

— Mickey Rourke, à propos de The Pope of Greenwich Village (2003),

Mickey Rourke refuse à nouveau un rôle principal dans un buddy movie, Le Flic de Beverly Hills (Beverly Hills Cop, 1984), qui devient avec Eddie Murphy l'un des plus gros succès commerciaux de la décennie en fin d'année.
C'est Michael Cimino qui lui confie son premier rôle principal de grande ampleur, dans L'Année du dragon (Year of the Dragon), en 1985. Mickey Rourke y incarne Stanley White, un capitaine de police polonais qui a décidé d'éliminer John Lone, le patron du crime de Chinatown à New York. Le film est vivement contesté aux États-Unis, ses détracteurs dénoncent la représentation négative du peuple chinois et le caractère ouvertement raciste de son personnage central. Nommé aux Razzie Awards 1986[source secondaire souhaitée] sans remettre en cause la performance de Mickey Rourke, le film est par ailleurs sélectionné à la 11e cérémonie des César du cinéma.
Mickey Rourke accède à la notoriété internationale avec 9 semaines 1/2 (Nine 1/2 Weeks, 1986) d'Adrian Lyne, dans le rôle du petit ami énigmatique de Kim Basinger. Le succès de ce film à l'érotisme léger et accessible vient essentiellement du charmant couple qu'il forme avec la jeune actrice. Mickey Rourke acquiert une image de bel homme auprès du grand public, mais la reconnaissance à la fois critique et commerciale dans un même film tarde pourtant à venir : très rentable à l'étranger, le film cumule seulement 7 millions de dollars de recettes aux États-Unis pour un budget de 17 millions de dollars et postule au titre de pire scénario de l'année aux Razzie Awards 1987.
Très sollicité en cette période, il refuse d'incarner Connor MacLeod dans Highlander (Highlander, 1986), Maverick dans Top Gun (Top Gun, 1986) et un rôle dans le film à succès Platoon (Platoon, 1986). En août 1986, le tournage du film Les Incorruptibles (The Untouchables) démarre avec Kevin Costner et sans Mickey Rourke, qui a décliné le rôle d'Elliott Ness.

### Confirmation en 1987

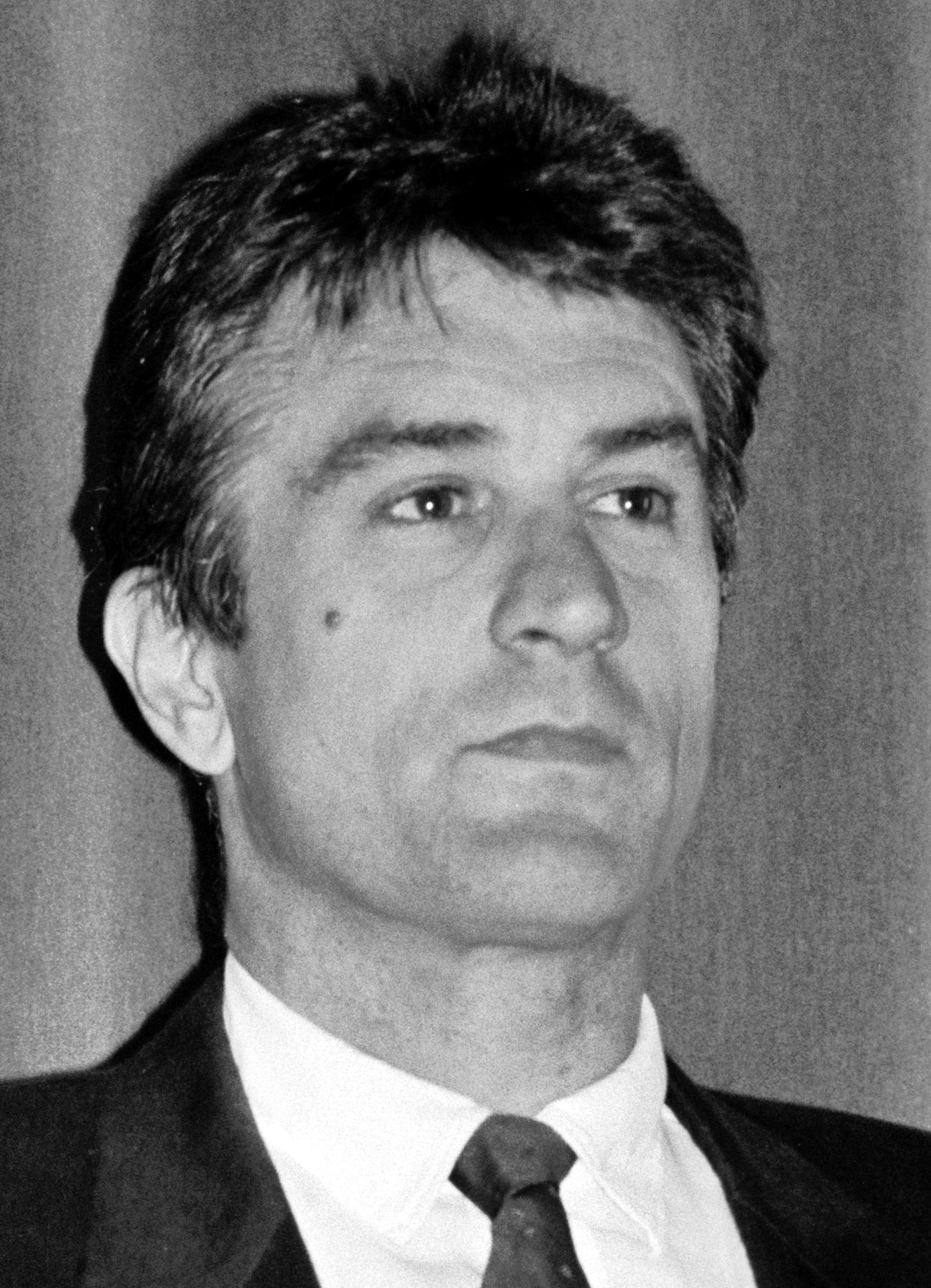
Mickey Rourke s'illustre face à Robert De Niro dans Angel Heart.

À l'affiche de trois films en 1987, Mickey Rourke assoit son statut de star du cinéma américain, dans le thriller fantastique Angel Heart : Aux portes de l'enfer (Angel Heart, 1987) de Alan Parker, où il incarne Harold Angel, un détective privé au passé inquiétant. Confronté à Robert De Niro, l'acteur de 34 ans est considéré comme parvenu au sommet de son art par les observateurs. Le journaliste Matthew Hammond analyse : « Rourke est totalement convaincant dans le rôle du mâle endommagé d'après-guerre […] Cependant, c'est par la progressive détérioration physique et émotionnelle de Angel qu'il réalise la performance la plus aboutie de sa carrière ; il stimule ses émotions jusqu'à en atteindre l'hystérie pour dépeindre le portrait d'un homme à l'âme déchirée »,.
Le film est une nouvelle fois soumis à controverse aux États-Unis, initialement classé X (interdit aux moins de 17 ans) à cause du caractère sanglant de la scène de sexe entre Mickey Rourke et la jeune Lisa Bonet, à peine débarquée du Cosby Show. La séquence est finalement censurée au cinéma pour recevoir la mention « Rated R » de la MPAA. Malgré un nombre d'entrées relativement mesuré aux États-Unis, le film attire plus de 1 300 000 spectateurs dans les salles françaises et accroît la cote de popularité de Rourke dans l'Hexagone.
Dans le making-of du film, Alan Parker dit notamment admirer « le naturel, la vérité qu'il dégage sans avoir l'air de trop travailler », ainsi que sa faculté à « inventer en permanence ». Il évoque également son caractère fantasque, en avouant « lui pardonner grâce à son charme lorsqu'il fait des choses répréhensibles ». Mickey Rourke, lui, avoue que travailler avec De Niro l'a quelque peu réconcilié avec son métier, dont il commençait à « penser beaucoup de mal ».

« Si Mickey Rourke était mort après Angel Heart, on se serait souvenu de lui comme d'un James Dean ou d'un Marlon Brando. »

— Adrian Lyne, réalisateur de 9 1/2 weeks,
Il interprète Henry Chinaski, un pilier de bar, poète maudit et écrivain de génie dans Barfly (Barfly, 1987) de Barbet Schroeder, avec Faye Dunaway. Rourke est nommé aux Independent Spirit Awards 1988 pour son travail de composition calqué sur la gestuelle de l'écrivain Charles Bukowski, qui est aussi l'auteur du scénario. Le film fait partie de la liste des nommés à la Palme d'or du Festival de Cannes 1987, sans toutefois obtenir de récompense.
Dans L'Irlandais (A Prayer for the Dying, 1987), il incarne un anti-héros terroriste et solitaire aux côtés de Bob Hoskins et de Liam Neeson. Le traitement de ce film déplaît à Rourke, qui pensait initialement tourner dans un film engagé. Il traite le producteur Samuel Goldwyn Jr. de « menteur » et de « salaud » en conférence de presse du Festival de Cannes 1987, pour avoir selon lui dénaturé le message pro-IRA du film et avoir essayé d'en faire « une grosse production commerciale et extravagante ».

### Déclin progressif par la rébellion

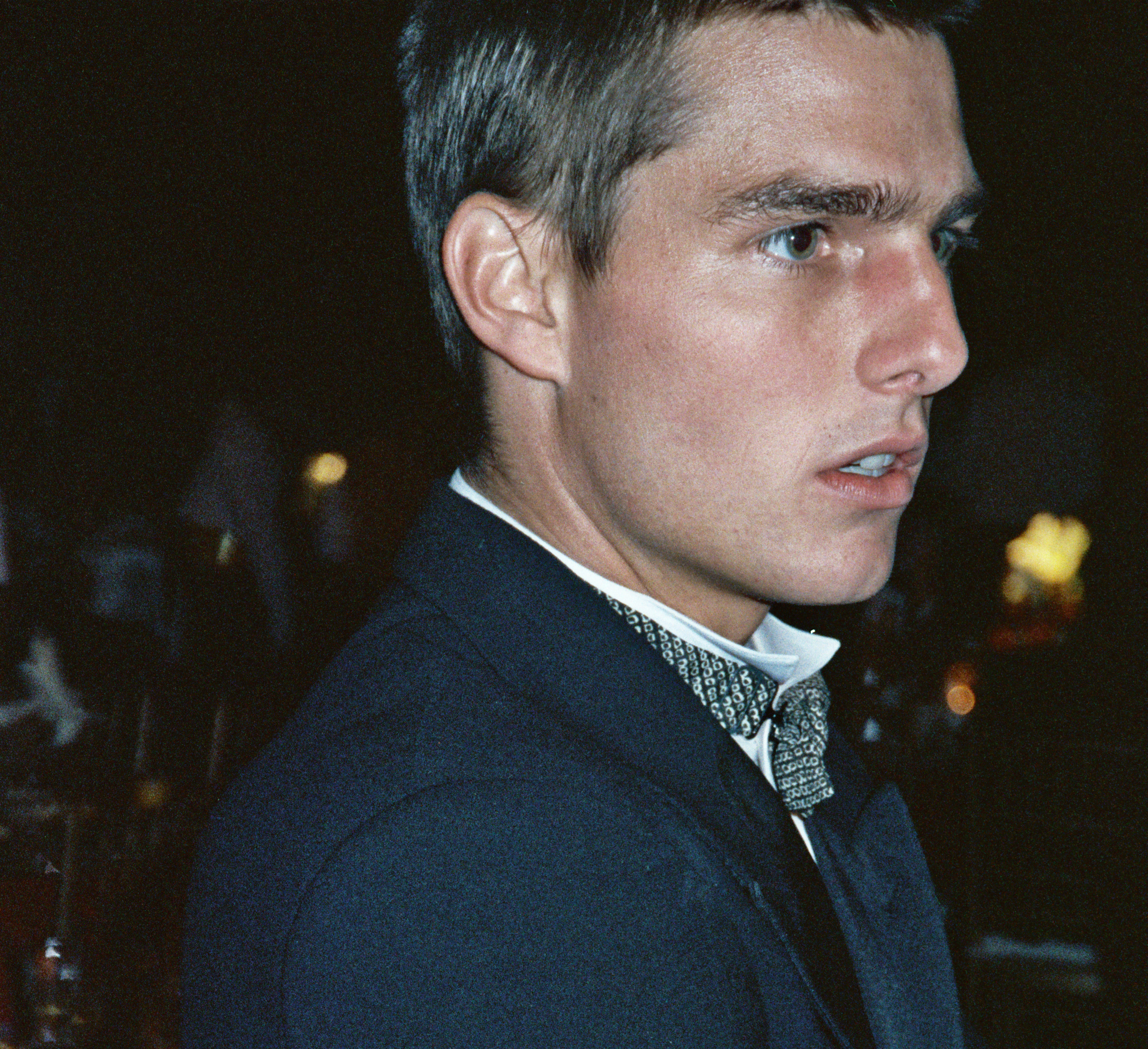
Tom Cruise récupère le rôle de Charlie Babbitt décliné par Rourke dans Rain Man.

Dustin Hoffman lui fait parvenir le scénario de Rain Man (Rain Man, 1988) pour jouer le rôle de Charlie Babbitt, qu'il ne lit même pas au profit d'un combat de boxe et en lui préférant l'écriture de Homeboy (Homeboy, 1988), son premier script. Il sollicite Eric Clapton pour la musique du film et s'associe à l'écran avec Debra Feuer et Christopher Walken autour du thème de la boxe, mais le résultat final rate sa cible. En plus de perdre beaucoup d'argent, cet échec critique et commercial finit d'établir la rupture entre l'industrie de Hollywood et l'acteur, qui enchaîne dès lors les camouflets.
Mickey Rourke s'engage dans le projet de Walter Hill pour tourner Johnny Belle Gueule (Johnny Handsome, 1989), puis il apparaît dans L'Orchidée sauvage (Wild Orchid, 1990). Divorcé de Debra Feuer, il rencontre sur le tournage, l'actrice-mannequin Carré Otis qui devient son épouse en 1992. Le film est raillé par la critique pour sa faiblesse d'ensemble et ses scènes de sexe jugées trop explicites, dont certaines d'entre elles ont été coupées pour éviter au film d'être classé pornographique. Rourke est nommé aux Razzie Awards 1990 au titre de pire acteur de l'année pour ses prestations dans L'Orchidée Sauvage et dans La Maison des otages (Desperate Hours), sa quatrième collaboration avec Michael Cimino.
Dans Harley Davidson et l'homme aux santiags (Harley Davidson and the Marlboro Man, 1991), Rourke a pour partenaire Don Johnson, héros de Miami Vice : Deux flics à Miami. Nouveau revers pour l'acteur, qui avoue plus tard n'avoir fait ce film que pour l'argent (2 750 000 dollars). Cette même année, il est pressenti pour le rôle de Jack Crawford dans Le Silence des agneaux, finalement attribué à Scott Glenn. Il est opposé à Willem Dafoe dans un rôle de gangster dans le thriller Sables mortels (White Sands, 1992) de Roger Donaldson, mal reçu par la critique.

« Alec Baldwin, Daniel Day-Lewis, Kevin Costner… Vous me mettez dans une chambre avec n'importe lequel de ces acteurs, je mangerai leurs trous du c**. »

— Mickey Rourke , (1994),
La carrière de l'acteur devient aussi dissolue que sa vie privée, marquée par des excès de drogue et d'alcool. Ses déclarations provocatrices et son comportement agressif marquent son profond rejet du monde du cinéma dont il ne supporte plus les règles et la mentalité. Parmi ses relations à cette époque, on peut citer Tupac Shakur, John Gotti, au procès duquel il assiste et Christophe Rocancourt. Sa réputation se dégrade encore plus lorsque Carré Otis porte plainte contre lui pour violences conjugales en juillet 1994.

### Entre les studios et les rings de boxe
Pendant cette période, Mickey Rourke incarne des repris de justice, des marginaux dans des films d'action sur les thèmes de la vengeance ou du délit, commercialisés directement sur le marché vidéo, comme The Last Outlaw avec Dermot Mulroney et de Fall Time avec Stephen Baldwin. Se tenant à l'écart des productions importantes, il décline Tombstone (Tombstone, 1993) et le rôle de Butch Coolidge dans Pulp Fiction (Pulp Fiction, 1994) pour écrire, sous le pseudonyme « Sir Eddy Cook », les scénarios de F.T.W. (F.T.W., 1994) et de Bullet (Bullet, 1996), dans lequel il forme un trio de gangsters avec le jeune Adrien Brody et John Enos III face à son ami Tupac Shakur, assassiné un mois avant la sortie du film. Exit in Red sort également en 1996, sa deuxième collaboration à l'écran avec Carré Otis, avec laquelle il s'est réconcilié.
De Sables mortels à Bullet, le visage de Mickey Rourke apparaît de plus en plus abîmé, conséquences de la reprise de la boxe. Trop âgé pour espérer se maintenir au plus haut niveau, et souffrant de pertes de mémoire, il arrête sa carrière de boxeur en 1995 au bout de huit combats[réf. souhaitée]. Il recourt à plusieurs interventions maxillo-faciales afin de réparer ses nombreuses blessures[réf. souhaitée], dont deux traumatismes crâniens, une pommette fracturée et la langue sectionnée.

### Nouvelle apparence et seconds rôles

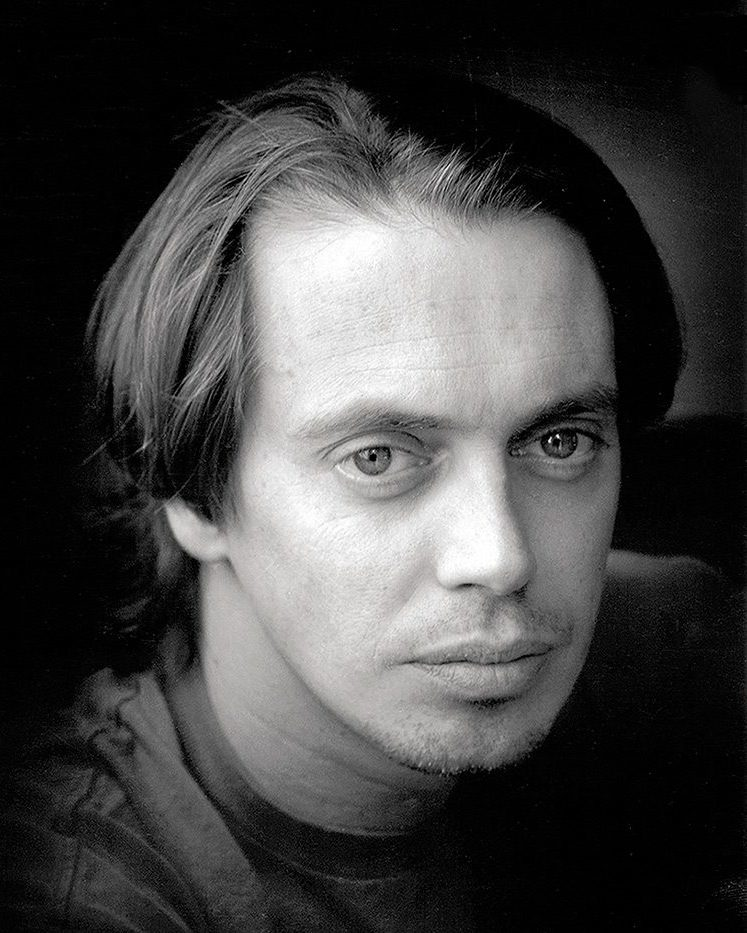
Steve Buscemi offre un second rôle à Mickey Rourke dans Animal Factory.

Mickey Rourke apparaît à l'écran avec le visage opéré, les traits grossis et le corps épaissi dans Double Team (1997) face à Jean-Claude Van Damme. C'est la première incursion de Tsui Hark sur les plateaux américains. Rourke apparaît dans un registre inédit de méchant dans un pur film de combat, tandis que le timbre de sa voix, à l'origine doux et clair, est devenu grave.
Coppola fait appel à lui pour tenir un rôle dans L'Idéaliste (The Rainmaker, 1997). Pour la première fois depuis des années, il joue dans un film bien accepté par la critique, en tant que personnage secondaire qui intervient dans le parcours de Matt Damon. Love in Paris (Love In Paris, 1997), la suite de 9 semaines 1/2, passe cependant inaperçue.
L'année de son divorce avec Carré Otis, il joue dans Buffalo '66 (Buffalo '66, 1998), la production indépendante de Vincent Gallo classé 36e meilleur film indépendant jamais réalisé par le magazine américain Empire. Il se démarque en tournant quatre scènes dans le rôle d'un prisonnier travesti pour Animal Factory (Animal Factory, 2000) le premier film de Steve Buscemi, puis il est dirigé par Sean Penn pour The Pledge (The Pledge, 2001), dans lequel il échange quelques répliques avec Jack Nicholson.
Mickey Rourke alterne ainsi les apparitions spéciales dans des films de qualité et les rôles dans des productions moins réussies, à l'image de Get Carter (Get Carter, 2000) qui ne convainc pas la critique (53 critiques négatives sur les 60 critiques collectées par Rotten Tomatoes) et marche moyennement. Le film réalisé par Stephen T. Kay lui permet surtout de redresser sa situation financière, grâce à l'appui de Sylvester Stallone qui tient le premier rôle.
Sans emploi, ruiné, il doit vendre sa collection de motocyclettes et son manoir de Los Angeles afin de rembourser ses créanciers, puis il est interné momentanément lorsque ses amis s'inquiètent de ses tendances suicidaires. Il se retrouve par ailleurs démuni de plus de 30 millions de dollars sans qu'il ne sache comment. Tandis que Spun (Spun, 2002) est un échec, son rôle de Billy Chambers dans le succès Il était une fois au Mexique... Desperado 2 (Once Upon a Time in Mexico, 2003) de Robert Rodriguez lui offre une visibilité nouvelle, pour ensuite jouer dans le rentable Man on Fire (2004) avec Denzel Washington. Le 16 octobre 2004, son frère Joey Rourke, avec lequel il avait tourné dans The Last Outlaw et Bullet, décède d'un cancer.

### Retour en grâce etThe Wrestler

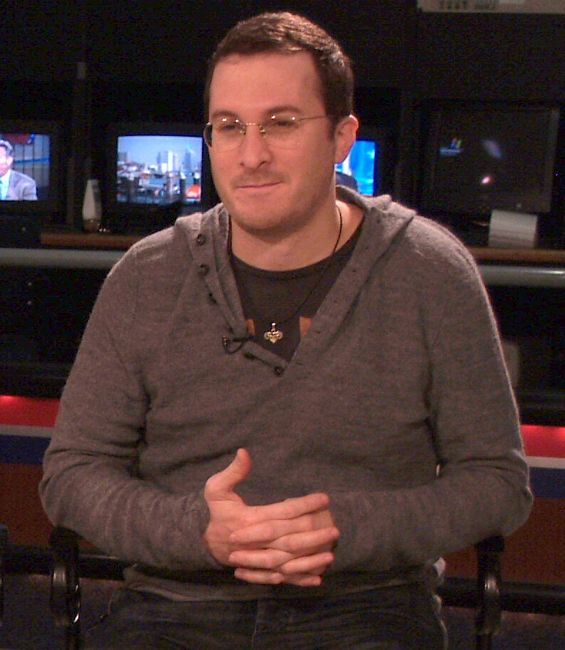
Darren Aronofsky dirige Rourke pour The Wrestler en 2008.

Mickey Rourke est l'une des têtes d'affiche du très ambitieux Sin City (Frank Miller's Sin City, 2005) de Frank Miller et Robert Rodriguez, qui remporte un franc succès critique et financier. Récompensé par de nombreux prix dont le Saturn Award du meilleur acteur pour son rôle de Marv, il incarne à nouveau des personnages principaux comme dans Domino (Domino, 2005) avec Keira Knightley. Il redevient un acteur rentable pour l'industrie cinématographique, grâce à certains réalisateurs à la mode tels que Quentin Tarantino et Robert Rodriguez, attristés de ne le voir jouer que de petits rôles et qu'il soit considéré comme « dépassé ». Le rôle d'anti-héros en marge du système devient sa marque de fabrique.
The Wrestler (The Wrestler, 2008) de Darren Aronofsky est le premier film unanimement reconnu par l'opinion internationale dans lequel Mickey Rourke tient le rôle principal. Salué dans le monde entier, Mickey Rourke est la vedette de la 65e Mostra de Venise, le 6 septembre 2008, sans recevoir le prix ultime déjà donné au film. Le président du jury, Wim Wenders, déclare qu'il assure « une performance à briser le cœur » dans la peau de Randy « The Ram », un catcheur fatigué et touchant. Sur Rotten Tomatoes, le film recueille 98 % de critiques positives, pour une moyenne de 8,4/10 sur la base de 219 critiques collectées.
Contesté autrefois pour ses choix de carrière et ses attitudes, il obtient à 56 ans le Golden Globe du meilleur acteur dans un film dramatique le 11 janvier 2009, puis il glane à Londres le British Academy Film Award du meilleur acteur le 8 février 2009. Il concourt pour la première fois à l'Oscar du meilleur acteur finalement attribué à Sean Penn, le 22 février 2009.

### Années 2010

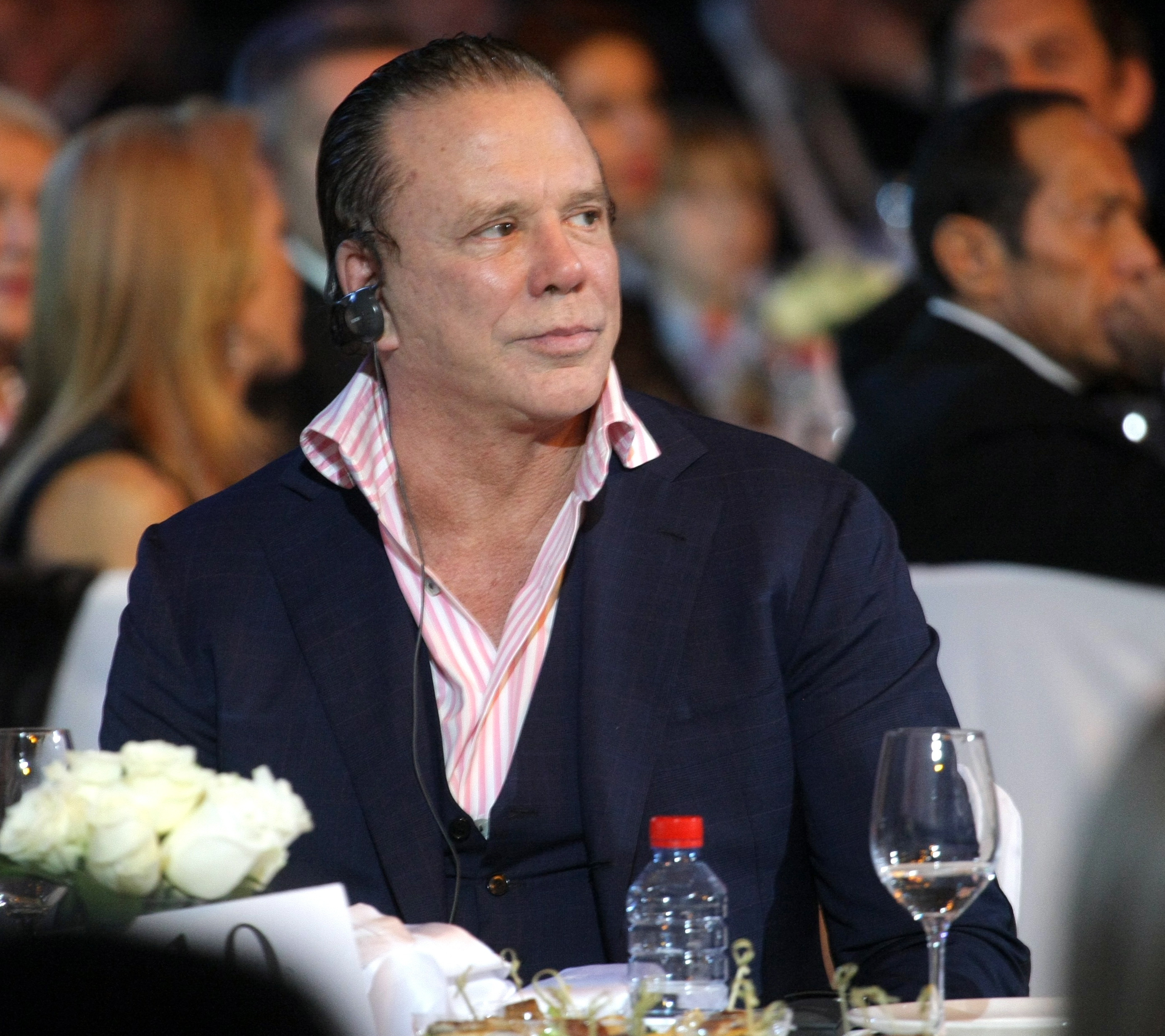
Mickey Rourke en 2010.

L'estime de la profession retrouvée, il s'engage pour Expendables : Unité spéciale (The Expendables) de Sylvester Stallone, un film d'action sorti en 2010 qui réunit plusieurs grands noms du cinéma d'action des années 1980, 1990 et 2000 comme Stallone lui même, mais aussi Jason Statham, Bruce Willis, Jet Li ou encore Arnold Schwarzenegger. La même année, il incarne le méchant Ivan Vanko / Whiplash dans le film Iron Man 2, 3e film de l'univers cinématographique Marvel avec notamment Robert Downey Jr. dans le rôle titre ainsi que Gwyneth Paltrow, Sam Rockwell et Scarlett Johansson dans des rôles secondaires. Le film rapporte plus de 312 millions de dollars d’entrées aux États-Unis. Il enchaîne également les apparitions dans des films d'action de qualité variable comme : Passion Play (2010) avec Megan Fox et Bill Murray, souvent par souci financier.
Le 31 octobre 2011, il intègre Hollywood Boulevard en devenant le 254e acteur à laisser ses empreintes de mains et de pas devant le Grauman's Chinese Theatre. Cette même année, il rencontre Gareth Thomas et annonce sa volonté de l'incarner dans le film biographique que compte produire l'ancien joueur de rugby, malgré une différence d'âge de près de 23 ans entre les deux hommes. En mars 2012, Thomas annonce dans The Sun que Tom Hardy est désormais pressenti, en expliquant que les effets spéciaux envisagés n'auraient pas été assez réalistes sur Rourke et que le programme d'entraînement était trop intensif.
En 2013, il est le narrateur[source secondaire souhaitée] de The Good Son: The life of Ray "Boom Boom" Mancini, un film biographique sur l'ancien champion du monde des poids légers, et Generation Iron, un film sur le culturisme.
Neuf ans après la sortie du premier volet, Mickey Rourke reprend le rôle de Marv dans le film Sin City: A Dame to Kill For, toujours réalisé par le duo Frank Miller et Robert Rodriguez.
En 2018, il joue dans Tiger, un film d'Alister Grierson.
En 2019, il est au casting du film collectif Berlin, I Love You. La distribution comprend notamment Helen Mirren, Keira Knightley, Jim Sturgess, Diego Luna, Luke Wilson et Charlotte Le Bon.

### Années 2020
Il prend part au film Man of gold, qui sort en 2021 et reçoit des critiques élogieuses, tout en saluant sa performance d’acteur,.
En 2023, il est l'un des nombreux interprètes de The Palace, réalisé par de Roman Polanski. Il y côtoie Joaquim de Almeida, John Cleese, Oliver Masucci, Fanny Ardant ou encore Fortunato Cerlino, qui rejoignent la distribution,,. Les films précédents du cinéaste, D'après une histoire vraie et J'accuse, ont été obscurcis par les polémiques à leurs projections aux festivals et leurs sorties. Début 2023, il est indiqué que The Palace est envoyé aux comités de sélections pour le 76e festival de Cannes — ce que dément Thierry Frémaux — et la 80e Mostra de Venise où le film est sélectionné en hors-compétition. Le film reçoit des critiques globalement négatives. Sur l’agrégateur américain de critiques Rotten Tomatoes, il obtient 0% d'avis favorables pour 14 critiques et une note moyenne de 2,8⁄10.
L'année 2024 est marquée par Jade, aux côtés de Mark Dacascos, qui sort en digital le 8 mai 2024.

## Une personnalité singulière

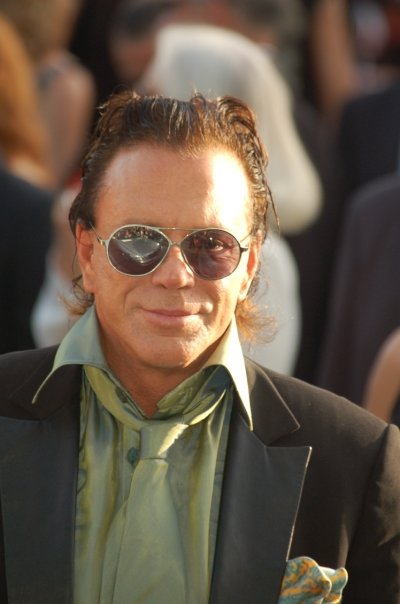
Mickey Rourke au Festival de Cannes en 2007.

Aux États-Unis, Mickey Rourke fait régulièrement parler de lui par ses attitudes décalées et des déclarations détonnantes dans le monde du cinéma, comme en 1989 lorsqu'il dit soutenir l'action de l'IRA et déclare avoir versé toutes ses indemnités du film Francesco à l'organisation irlandaise, soit 1 500 000 dollars, et s'être fait tatouer le symbole de l'organisation terroriste. Il renie ce choix plus tard.

« Je n'aime pas les acteurs. Un jour j'ai rencontré Warren Beatty et je me suis dit : c'est l'une des plus effrayantes chiasses que j'aie rencontrées dans ma vie. »

— Mickey Rourke, (1994),
Mickey Rourke acquiert une réputation d'acteur ingérable et capricieux, Alan Parker déclare qu'il est « dangereux » et « cauchemardesque » sur les plateaux de tournage, « on ne sait jamais ce qu'il va faire ». En 2000, il quitte le tournage de Luck of the Draw, une modeste production de série Z, à cause du refus des producteurs d'inclure son chihuahua dans le film.
À la fin de sa carrière de boxeur, Mickey Rourke commence une thérapie de plusieurs années pour se guérir de ses pulsions auto-destructrices. Après son retour sur le devant de la scène, il s'explique régulièrement sur les causes de son déclin, sur son comportement marginal dans les années 1990 et sur son recours à la chirurgie esthétique, affirmant notamment avoir eu cinq opérations du nez. Il déclare lui-même que le chirurgien contacté pour réparer les dégâts subis par son visage avait fait un mauvais travail, et laissé ses traits dans un état déplorable.

« J'avais la grosse tête, je me prenais pour un génie. On gagne beaucoup, tout le monde vous lèche les bottes et on commence à se croire formidable. »

— Mickey Rourke, sur le plateau de Tout le monde en parle (2005)
Selon Charlotte Rampling, partenaire de Mickey Rourke dans Angel Heart, c'est juste après ce film qu'il a commencé à « prendre un chemin contraire à celui de Hollywood pour ne pas faire partie du système » et qu'il en est finalement « presque devenu pire ». Elle émet également l'hypothèse que Mickey Rourke ait eu recours à la chirurgie pour se « reconstruire une personnalité ».

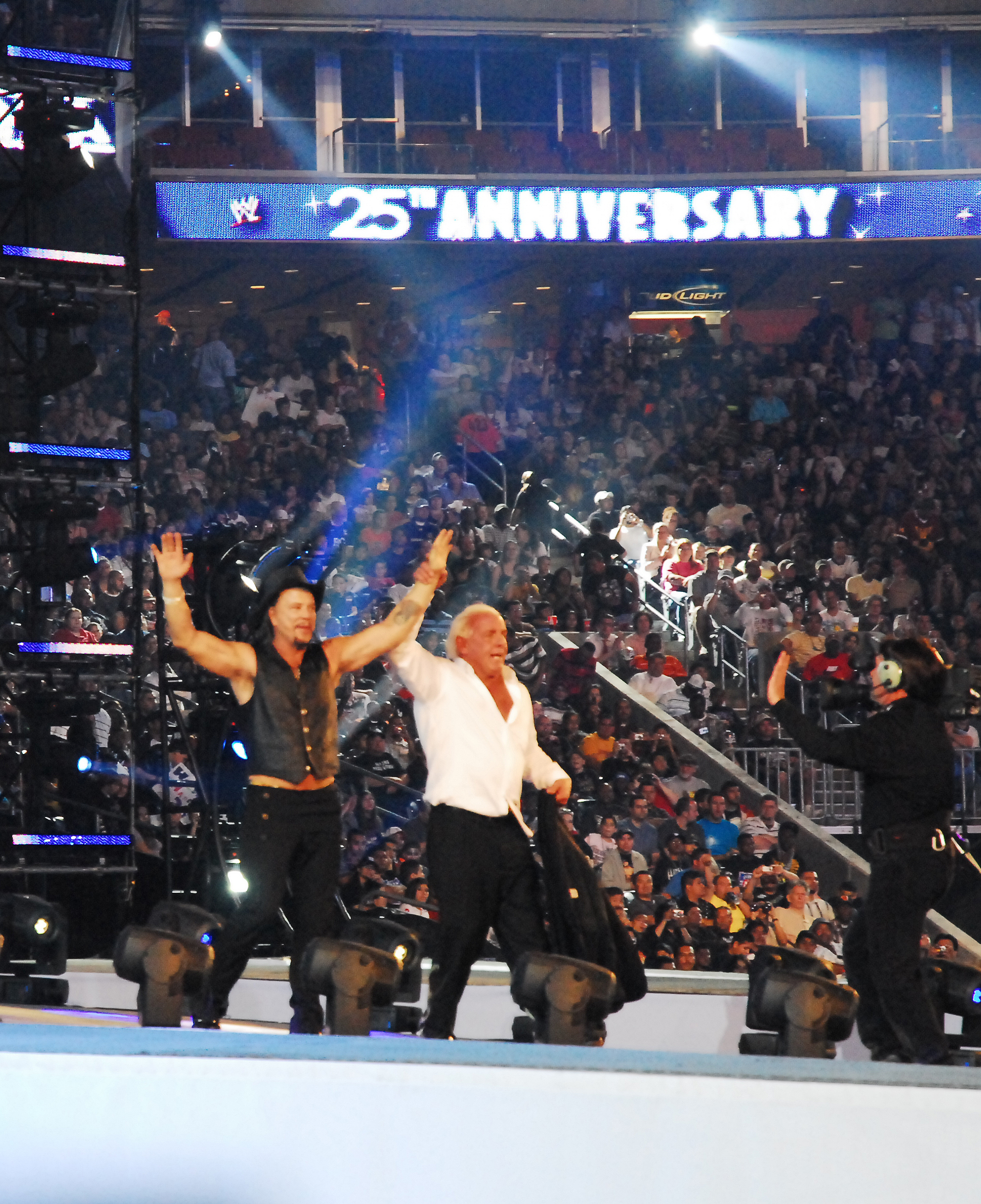
Rourke (gauche) et Ric Flair (droite) au Wrestlemania XXV.

Darren Aronofsky évoque quant à lui la sensibilité de l'acteur : « Quand vous le rencontrez, il porte comme une armure, mais c'est parce qu'il a un cœur énorme et qu'il est extrêmement doux. Techniquement, c'est un acteur incroyable qui maîtrise totalement son métier,. »
Mickey Rourke révèle par ailleurs l'importance qu'ont eue ses chiens pendant son rétablissement, il leur rend hommage dans son discours de remerciement lors des Golden Globes 2009. Sur la plaque de ciment du Grauman's Chinese Theatre, il s'immortalise sous le nom de Mickey « Loki » Rourke, Loki étant le nom d'un des nombreux chihuahuas qu'il possède et avec lequel il s'affiche régulièrement en public jusqu'à la mort de l'animal en 2009. Il refuse son étoile sur Hollywood Walk of Fame en raison de l'impossibilité d'y personnaliser sa signature.
En 2006, il approuve l'action de George W. Bush après les attentats du 11 septembre 2001, estimant que « personne n'aurait géré la situation mieux que lui ». En 2009, il déclare que Sean Penn est « l'une des personnes les plus homophobes qu'il connaisse » après la victoire de l'acteur aux Oscars pour le rôle du célèbre politicien homosexuel américain Harvey Milk.
Fumeur depuis sa jeunesse, Mickey Rourke apparaît dans la majeure partie de ses films avec une cigarette. Kim Basinger, sa partenaire dans 9 semaines 1/2, le surnomme à l'époque « the human ashtray » (« le cendrier humain »).

## Boxe

### Carrière amateur
Boxeur apprenti dès l'âge de 12 ans au Fifth Street Gym de Miami Beach, la salle de sport où avait débuté Mohamed Ali, Rourke dispute un match d'entraînement en 1969 contre Luis Manuel Rodríguez, classé numéro un des poids moyens dans le monde à cette époque, au cours duquel il affirme avoir été victime d'une commotion cérébrale. En 1971, à la suite d'une autre commotion, les médecins lui conseillent de quitter les rings pour une année, puis il arrête en 1973. De 1964 à 1973, le bilan officiel de Rourke en tant que boxeur amateur, enregistré sous le nom de Phil Rourke, est de 27 victoires (dont 17 avec K.O) et 3 défaites. Il enchaîne notamment une série de 12 victoires consécutives selon l'IMDb3.
| Résultats en boxe amateur |        |                            |      |              |                 |                       |                                                               |
| Résultat                  | Score  | Adversaire                 | Type | Round, Temps | Date            | Lieux                 | Notes                                                         |
| Gagné                     | 13–0–0 | Deon Harris                | KO   | 1            | 27 août 1973    | Liberty City, Floride |                                                               |
| Gagné                     | 12–0–0 | Sherman Bergman            | KO   | 1            | 20 août 1973    | Miami, Floride        | Rourke fait sortir son adversaire en 31 secondes pour gagner. |
| Gagné                     | 11–0–0 | John "Two Dice" Carver     | KO   | 1, 0:39      | 7 mai 1972      | Miami, Floride        | Rourke gagne en 39 secondes par knockout.                     |
| Gagné                     | 10–0–0 | Ron "22nd Street" Robinson | KO   | 1, 0:18      | 15 février 1972 | Miami, Floride        | Rourke gagne en 18 secondes.                                  |
| Gagné                     | 9–0–0  | Leroy Harrington           | KO   | 1            | 4 juillet 1971  | Miami, Floride        | Rourke gagne en 15 secondes.                                  |
| Gagné                     | 8–0–0  | Paul Malsoh                | KO   | 1, 0:29      | 22 juin 1970    | Miami, Floride        | Rourke gagne en 29 secondes par knockout.                     |
| Gagné                     | 7–0–0  | Kenny Jacobs               | KO   | 1, 0:14      | 15 juin 1970    | Miami Beach, Floride  | Rourke gagne en 14 secondes.                                  |
| Gagné                     | 6–0–0  | Joe Riles                  | PTS  | 3            | 26 août 1964    | Miami, Floride        |                                                               |
| Gagné                     | 5–0–0  | Charles Gathers            | PTS  | 3            | 12 août 1964    | Miami, Floride        |                                                               |
| Gagné                     | 4–0–0  | Ronnie Carter              | PTS  | 3            | 16 juin 1965    | Miami, Floride        |                                                               |
| Gagné                     | 3–0–0  | Javier Villanueva          | PTS  | 3, (3)       | 1964            | Miami, Floride        |                                                               |
| Gagné                     | 2–0–0  | Jesus "KoKo" Carranza      | PTS  | 3            |                 | Miami, Floride        |                                                               |
| Gagné                     | 1–0–0  | Roger Hough                | PTS  | 3, (3)       | Juillet 1964    | Miami, Floride        |                                                               |

### Carrière professionnelle
À 39 ans, Mickey Rourke commence une carrière de boxeur professionnel en 1991 sous le surnom El Marielito, avec l'intention de disputer seize combats pro avant de concourir pour le titre mondial. Il est entraîné par Chuck Zito, son ami des Hells Angels et il affronte notamment Poli Díaz, l'ancien champion d'Europe, en match d'exhibition. Financièrement, son premier combat lui rapporte 250 dollars pour totaliser plus de 1 000 000 dollars à la fin de sa deuxième année de boxe.
Malgré un bilan favorable de 6 victoires et 2 nuls, il n'est pas considéré comme un bon boxeur. Chuck Zito dit de lui : « Soyons francs, je préfère les boxeurs qui passent devant la caméra aux acteurs qui montent sur un ring. Mickey a un tout petit niveau, il se leurre. C'est un tocard. Je ne dis pas cela méchamment car c'est mon frère de cœur, mais la boxe n'est ni pour les amateurs ni pour les rêveurs. En revanche, c'est un acteur admirable ».
| Résultat | Score | Adversaire       | Type                          | Rd., Time   | Date             | Lieux                                | Notes                                       |
| -------- | ----- | ---------------- | ----------------------------- | ----------- | ---------------- | ------------------------------------ | ------------------------------------------- |
| Nul      | 6-0-2 | Sean Gibbons     | nul par décision des arbitres | 4           | 8 septembre 1994 | Davie, Floride, États-Unis           | Score : 37-39 pour Gibbons, 38-38 et 38-38. |
| Gagné    | 6-0-1 | Thomas McCoy     | TKO                           | 3 (4)       | 20 novembre 1993 | Hambourg, Allemagne                  |                                             |
| Gagné    | 5-0-1 | Bubba Stotts     | TKO                           | 3 (4)       | 24 juillet 1993  | Joplin, Missouri, États-Unis         |                                             |
| Gagné    | 4-0-1 | Tom Bentley      | KO                            | 1 (4)       | 30 mars 1993     | Kansas City, Missouri, États-Unis    |                                             |
| Gagné    | 3-0-1 | Terry Jesmer     | Décision                      | 4           | 12 décembre 1992 | Asturies, Espagne                    |                                             |
| Nul      | 2-0-1 | Francisco Harris | Nul par décision des arbitres | 4           | 25 avril 1992    | Miami Beach, Floride, États-Unis     | Score : 38-39 pour Harris, 38-38 et 38-38.  |
| Gagné    | 2-0   | Darrell Miller   | KO                            | 1 (4), 2:14 | 23 juin 1991     | Tokyo, Japon                         |                                             |
| Gagné    | 1-0   | Steve Powell     | Décision unanime              | 4           | 23 mai 1991      | Fort Lauderdale, Floride, États-Unis | Score : 38-37, 38-37 et 39-37.              |

## Activités annexes
Il fait un rap au milieu du titre Shining Star (Makin' My Love) de l'album Never Let Me Down de David Bowie, sorti en 1987. Il apparaît également dans le clip du titre Hero d’Enrique Iglesias[pertinence contestée].
En 2004, il prête sa voix au personnage de Jericho dans la version originale du jeu Driver 3 aux côtés de Michael Madsen, puis à Terrence Higgins dans True Crime: New York City avec Christopher Walken en 2005 et à Dick Marcinko dans Rogue Warrior en 2009. Cette même année, il fait une apparition au Wrestlemania XXV, lors duquel il frappe Chris Jericho par vengeance.
Il tourne quelques publicités au Japon : pour le véhicule Daihatsu Charade en 1988, les cigarettes Lark au début des années 1990 et les alcools Suntory. En 2009, il s'investit dans une campagne de publicité en faveur de l'organisation de défense des animaux PETA.

## Vie privée
Le 31 janvier 1981, il épouse l'actrice américaine Debra Feuer, avec qui il tourne Homeboy. Ils divorcent en 1989.
Il a ensuite une relation de courte durée avec Terry Farrell.
Il se marie avec Carré Otis en 1992. Mickey Rourke fait sa demande en mariage en menaçant sa future femme de se faire hara-kiri avec un sabre si elle refuse sa demande. Cette relation est à l'époque largement relayée dans les médias et la presse people, puisqu'ils se sont connus sur le plateau de L'Orchidée sauvage deux ans auparavant, et que les observateurs n'hésitent pas à mettre en avant la non-simulation de certaines de leurs scènes de sexe, coupées au montage puis réinsérées dans la version vidéo. Le couple défraye la chronique lorsque Carré Otis porte plainte contre Mickey Rourke pour violences conjugales en 1994, au moment où l'acteur est au creux de sa carrière. Après avoir retiré sa plainte et s'être réconciliés autour d'un deuxième film en 1996, ils divorcent en 1998. Après son retour aux affaires, Mickey Rourke dément avoir été violent avec Carré Otis, évoquant une probable manigance de l'agent de l'actrice pour accélérer sa carrière.
Il a également fréquenté les mannequins russes Eugenia Volodina et Elena Kuletskaya. À partir de 2009, il est en couple avec Anastassija Makarenko. Ils achètent un appartement à Wiesbaden, en Allemagne, à la mi-2011. Ils se séparent en 2015.
Mickey Rourke s'est fait tatouer une tête de tigre sur l'épaule gauche, un crâne de taureau sur le biceps droit, un trèfle sur le bras droit. Il porte aussi des tatouages sur les doigts des deux mains[réf. nécessaire].

## Filmographie

### Acteur

#### Années 1970-1980
- 1979 : 1941, de Steven Spielberg : Pvt. Reese
- 1980 : City in Fear, de Jud Taylor (TV) : Tony Pate
- 1980 : Au nom de l'amour (Act of Love), de Jud Taylor (TV) : Joseph Cybulkowski
- 1980 : Fondu au noir (Fade to Black), de Vernon Zimmerman : Richie
- 1980 : Viol et mariage, un cas de conscience (Rape and Marriage: The Rideout Case), de Peter Levin (en) (TV) : John Rideout
- 1980 : La Porte du paradis (Heaven's Gate), de Michael Cimino : Nick Ray
- 1981 : La Fièvre au corps (Body Heat), de Lawrence Kasdan : Teddy Lewis
- 1982 : Diner, de Barry Levinson : Robert « Boogie » Sheftell
- 1983 : Rusty James (Rumble Fish), de Francis Ford Coppola : le motard
- 1984 : Le Pape de Greenwich Village (The Pope of Greenwich Village), de Stuart Rosenberg : Charlie
- 1984 : Eureka, de Nicolas Roeg : Aurelio D'Amato
- 1985 : L'Année du dragon (Year of the Dragon), de Michael Cimino : Stanley White
- 1986 : 9 semaines 1/2 (Nine 1/2 Weeks), d'Adrian Lyne : John
- 1987 : Angel Heart - Aux portes de l'enfer (Angel Heart), d'Alan Parker : Harry Angel
- 1987 : L'Irlandais (A Prayer for Dying), de Mike Hodges : Martin Fallon
- 1987 : Barfly, de Barbet Schroeder : Henry Chinaski
- 1988 : Homeboy, de Michael Seresin : Johnny Walker
- 1989 : Francesco, de Liliana Cavani : Francesco
- 1989 : Johnny Belle Gueule (Johnny Handsome), de Walter Hill : John Sedley alias Johnny Handsome / Johnny Mitchell

#### Années 1990
- 1990 : L'Orchidée sauvage (Wild Orchid), de Zalman King : James Wheeler
- 1990 : La Maison des otages (Desperate Hours), de Michael Cimino : Michael Bosworth
- 1991 : Harley Davidson et l'homme aux santiags (Harley Davidson and the Marlboro Man), de Simon Wincer : Harley Davidson
- 1992 : Sables mortels (White Sands), de Roger Donaldson : Gorman Lennox
- 1993 : The Last Outlaw (en), de Geoff Murphy : Colonel Graff
- 1994 : F.T.W., de Michael Karbelnikoff : Frank Wells
- 1995 : Fall Time, de Paul Warner : Florence (DTV)
- 1996 : Exit in Red, de Yurek Bogayevicz : Ed Altman (DTV)
- 1996 : Bullet, de Julien Temple : Butch (Bullet)
- 1997 : Double Team, de Tsui Hark : Stavros
- 1997 : Love in Paris, d'Anne Goursaud : John Gray
- 1997 : L'Idéaliste (The Rainmaker), de Francis Ford Coppola: Bruiser Stone
- 1998 : Buffalo '66 de Vincent Gallo : The Bookie
- 1998 : Sans issue (Thicker Than Blood), de Richard Pearce : Père Frank Larkin (DTV)
- 1998 : C'est pas mon jour ! (Thursday), de Skip Woods : Kasarov
- 1998 : Ultime Recours (Point Blank), de Matt Earl Beesley : Rudy Ray (DTV)
- 1998 : La Ligne Rouge (The Thin Red Line), de Terrence Mallick (scène coupée au montage)
- 1999 : Requiem pour un taulard (Out in Fifty), de Scott Anthony Leet : Jack Bracken (DTV)
- 1999 : Cousin Joey, de Sante D'Orazio (DTV)
- 1999 : Shergar, de Dennis Lewiston : Gavin O'Rourke (DTV)
- 1999 : Shades, d’Erik Van Looy : Paul Sullivan (DTV)

#### Années 2000
- 2000 : Animal Factory, de Steve Buscemi : Jan the Actress
- 2000 : Get Carter, de Stephen T. Kay : Cyrus Paice
- 2001 : They Crawl, de John Allardice : Tiny Frakes (DTV)
- 2001 : The Pledge, de Sean Penn : Jim Olstad
- 2001 : Identité suspecte (Picture Claire), de Bruce McDonald : Eddie
- 2002 : Spun, de Jonas Åkerlund : The Cook
- 2003 : Masked and Anonymous, de Larry Charles : Edmund
- 2003 : Il était une fois au Mexique... Desperado 2 (Once Upon a Time in Mexico), de Robert Rodriguez : Billy
- 2004 : Man on Fire, de Tony Scott : Jordan
- 2005 : Sin City, de Robert Rodriguez et Frank Miller : Marv
- 2005 : Domino, de Tony Scott : Ed Mosbey
- 2006 : Alex Rider : Stormbreaker, de Geoffrey Sax : Darius Herod Sayle
- 2008 : Informers, de Gregor Jordan : Peter
- 2009 : The Wrestler, de Darren Aronofsky : Randy « The Ram » Robinson
- 2009 : Killshot, de John Madden : Armand Degas

#### Années 2010
- 2010 : Iron Man 2, de Jon Favreau : Ivan / Whiplash
- 2010 : Expendables : Unité spéciale (The Expendables), de Sylvester Stallone : Tool
- 2010 : 13, de Gela Babluani : Jefferson
- 2011 : Passion Play, de Mitch Glazer : Nate
- 2011 : Les Immortels, de Tarsem Singh : Hypérion
- 2012 : The Specialist (The Courier), de Hany Abu-Assad : Maxwell (DTV)
- 2012 : Black November de Jeta Amata : Tom Hudson
- 2013 : Java Heat, de Conor Allyn : Malik
- 2013 : Dead in Tombstone, de Roel Reiné : Satan (DTV)
- 2014 : Sin City : J'ai tué pour elle (Sin City: A Dame to Kill For), de Frank Miller et Robert Rodriguez : Marv
- 2014 : Skin Traffic d'Ara Paiaya : Vogel (DTV)
- 2015 : Blunt Force de Ken Sanzel : Zorringer (DTV)
- 2015 : Act of Honor de Ryan Little : Major A.J. Redding (DTV)
- 2015 : Ashby de Tony McNamara : Ashby Holt
- 2016 : Weaponized de Timothy Woodward Jr. : Clarence Peterson (DTV)
- 2018 : Tiger d’Alister Grierson : Frank Donovan
- 2019 : Night Walk d'Aziz Tazi :Gary (DTV)
- 2019 : Berlin, I Love You : Jim
- 2019 : Nightmare Cinema : le projectionniste

#### Années 2020
- 2020 : The Legion de Jose Magan : Corbulo (DTV)
- 2021 : The Commando d'Asif Akbar : Johnny (DTV)
- 2021 : Take Back de Christian Sesma : Patrick (DTV)
- 2021 : Man of God de Yelena Popović : l'homme paralysé (DTV)
- 2022 : Warhunt de Jose Magan : Corbulo (DTV)
- 2022 : Section Eight de Christian Sesma : Earl Atherton (DTV)
- 2023 : The Palace de Roman Polanski : Bill Crush
- 2024 : Not Another Church Movie de Johnny Mack : Diable (DTV)
- 2024 : Hunt Club d'Elizabeth Blake-Thomas (DTV)
- 2024 : 21 Rubies de Ciprian Mega (DTV)
- 2024 : Jade de James Bamford : Tork (DTV)
- 2025 : The Wheels of Heaven de Ben Charles Edwards (DTV)

### Scénariste
- 1988 : Homeboy
- 1994 : F.T.W.
- 1996 : Bullet

## Distinctions
Depuis 1983 et sa performance dans Diner, 23 ans se sont écoulés entre ses deux premiers prix et les multiples distinctions qui lui sont attribuées pour son interprétation de Marv dans Sin City en 2005, dont un Saturn Award du meilleur acteur secondaire. C'est incontestablement avec The Wrestler et son rôle de Randy Robinson en 2008 que Mickey Rourke obtient les récompenses les plus nombreuses et les plus prestigieuses de sa carrière, parmi lesquelles un Golden Globe, un BAFTA Award et un Empire Award, en plus de lui valoir une première et unique nomination à un Oscar.

### Récompenses
| Année | Cérémonie ou récompense                            | Prix                                          | Film         |
| ----- | -------------------------------------------------- | --------------------------------------------- | ------------ |
| 1983  | National Society of Film Critics Awards            | Meilleur second rôle,                         | Diner        |
| 1983  | Boston Society of Film Critics Awards              | Meilleur second rôle,                         | Diner        |
| 2006  | Saturn Award                                       | Meilleur second rôle,                         | Sin City     |
| 2006  | Chicago Film Critics Association Awards            | Meilleur second rôle,                         | Sin City     |
| 2006  | Online Film Critics Society Awards                 | Meilleur second rôle,                         | Sin City     |
| 2008  | Boston Society of Film Critics Awards              | Meilleur acteur,                              | The Wrestler |
| 2008  | Chicago Film Critics Association Awards            | Meilleur acteur,                              | The Wrestler |
| 2008  | Florida Film Critics Circle Awards                 | Meilleur acteur,                              | The Wrestler |
| 2008  | Oklahoma Film Critics Circle Awards                | Meilleur acteur,                              | The Wrestler |
| 2008  | San Diego Film Critics Society Awards              | Meilleur acteur,                              | The Wrestler |
| 2008  | San Francisco Film Critics Circle                  | Meilleur acteur,                              | The Wrestler |
| 2008  | Washington DC Area Film Critics Association Awards | Meilleur acteur,                              | The Wrestler |
| 2008  | Kansas City Film Critics Circle Awards             | Meilleur acteur,                              | The Wrestler |
| 2008  | Toronto Film Critics Association Awards            | Meilleure performance                         | The Wrestler |
| 2009  | Golden Globes Awards                               | Meilleur acteur dans un film d'action - Drame | The Wrestler |
| 2009  | BAFTA Award                                        | Meilleur acteur principal,                    | The Wrestler |
| 2009  | Independent Spirit Awards                          | Meilleur acteur principal,                    | The Wrestler |
| 2009  | London Critics Circle Film Awards                  | Acteur de l'année                             | The Wrestler |
| 2009  | Online Film Critics Society Awards                 | Meilleur acteur                               | The Wrestler |
| 2009  | Central Ohio Film Critics Association              | Meilleur acteur                               | The Wrestler |

### Nominations
| Année                                        | Cérémonie ou récompense                           | Prix                                     | Film                 |
| -------------------------------------------- | ------------------------------------------------- | ---------------------------------------- | -------------------- |
| 1988                                         | Independent Spirit Awards                         | Meilleur acteur principal                | Barfly               |
| 1991                                         | Razzie Awards                                     | Pire acteur principal                    | La maison des otages |
| 1991                                         | Razzie Awards                                     | Pire acteur principal                    | L'Orchidée sauvage   |
| 2005                                         | Satellite Awards                                  | Meilleur acteur secondaire dans un drame | Sin City             |
| 2008                                         | Dallas-Fort Worth Film Critics Association Awards | Meilleur acteur - 2e place               | The Wrestler         |
| 2008                                         | Los Angeles Film Critics Association Awards       | Meilleur acteur - 2e place               | The Wrestler         |
| 2008                                         | New York Film Critics Circle Awards               | Meilleur acteur - 2e place               | The Wrestler         |
| 2008                                         | Satellite Awards                                  | Meilleur acteur dans un drame            | The Wrestler         |
| 2009                                         |                                                   |                                          | The Wrestler         |
| Broadcast Film Critics Association Awards    | Meilleur acteur,                                  |                                          | The Wrestler         |
| Chlotrudis Awards                            | Meilleur acteur,                                  |                                          | The Wrestler         |
| National Society of Film Critics Awards, USA | Meilleur acteur - 2e place                        |                                          | The Wrestler         |
| Oscars du cinéma                             | Meilleur acteur dans un rôle principal            |                                          | The Wrestler         |
| Prism Awards                                 | Meilleure performance dans un long métrage        |                                          | The Wrestler         |
| Screen Actors Guild Awards                   | Meilleur acteur principal                         |                                          | The Wrestler         |
| Vancouver Film Critics Circle                | Meilleur acteur                                   |                                          | The Wrestler         |

## Voix françaises
En France, Michel Vigné est la voix française régulière de Mickey Rourke. Patrick Poivey, qui a été sa première voix récurrente, l'a également doublé à neuf reprises. Gabriel Le Doze, Richard Darbois et Jacques Frantz l'ont respectivement doublé à trois reprises pour le premier et deux reprises pour les deux suivants.
Au Québec, Benoît Rousseau est la voix québécoise régulière de l'acteur.